# Bencilato de 3-quinuclidinilo
El bencilato de 3-quinuclidinilo (QNB) es un arma química que destaca por sus efectos anticolinérgicos y su forma de presentación simple. Se conoce por distintas denominaciones:
- IUPAC: éster-1-azabiciclo(2,2,2)oct-3-il-alfa-hidroxi-alfa-fenilo.
- Código del Ejército de los Estados Unidos: EA-2277
- Código de la OTAN: BZ
- Código Soviético: Sustancia 78 - es un agente militar incapacitante inodoro.

Su producción está controlada bajo la Lista 2 de la Convención sobre Armas Químicas de 1997.

## Características y datos toxicológicos
Se trata de un compuesto glicolado, de estructura similar a diferentes sustancias anticolinérgicas, no irritante e inodoro, que presenta la capacidad de camuflarse en el medio ambiente gracias a su apariencia sólida cristalina. Esto hace que no se detecte con facilidad y que pueda acceder desde aquí al organismo, por donde se distribuye y desencadena su acción tras actuar sobre los receptores colinérgicos localizados en los diferentes órganos.
Los efectos observables, anticolinérgicos y principalmente sobre el SNC, suelen aparecer entre la primera media hora tras la exposición y las 3-4 horas siguientes a la misma, en función de la vía de penetración que haya seguido el BZ, y suelen comenzar a remitir en pocas horas sin la necesidad de administrar un tratamiento, aunque la recuperación total requiere el paso de varios días. Entre ellos se encuentran:
- Sequedad de la piel.
- Fiebre.
- Midriasis, dilatación de la pupila.
- Taquicardia, aumento del ritmo cardiaco.
- Retención urinaria.
- Desorientación.
- Ansiedad.
- Agresividad y agitación.

El momento álgido se manifiesta aproximadamente a las 8 horas a excepción de los posibles efectos cutáneos, cuya aparición puede prolongarse de 20 a 36 horas.
Conviene destacar que, aunque la gravedad de los efectos puede llegar a ser muy alta, su acción no compromete la vida del individuo porque la dosis que produce la toxicidad es bastante inferior a su DL50.

## Mecanismo de acción
Se trata de un inhibidor competitivo de la acetilcolina que bloquea de forma no selectiva los receptores muscarínicos localizados en los distintos órganos (corazón, músculo liso, glándulas exocrinas y sistema nervioso central), de modo que disminuye la concentración efectiva del neurotransmisor acetilcolina en la hendidura sináptica.

## Exposición

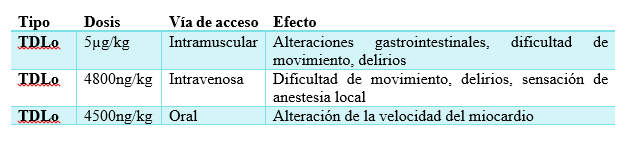
Dosis mínima que causa efecto tóxico de BZ

El BZ presenta diversas vías de exposición según la forma en la que se distribuya. Consecuentemente, según sea el contacto con la sustancia, más importantes serán sus efectos o predominarán unos sobre otros.
En el caso de diseminación por aire mediante aerosoles o polvo seco, el principal contacto ocurrirá por inhalación y/o por contacto directo con la piel, mucosas y ojos.
Cuando se utilice para contaminar alimentos y agua, el compuesto accede al organismo por vía oral.

## Signos y síntomas

### A corto plazo
Los signos y síntomas que se manifiestan a corto plazo dependen de cuál haya sido la vía por la que se ha producido el contacto entre la sustancia tóxica y el individuo.
Cuando el BZ ha accedido por vía ocular, se produce afectación de las diferentes membranas que forman parte del ojo.
Si la vía de acceso del tóxico ha sido la oral, dérmica o inhalatoria, se pueden distinguir varios niveles de gravedad en lo que respecta a la intoxicación:
- Leve o moderada: donde las manifestaciones clínicas se caracterizan por ser inicialmente de tipo anticolinérgico: midriasis, taquicardia, aumento de la temperatura corporal y sequedad de la boca y la piel entre otras. Todas ellas se recogen bajo la denominación de Síndrome tóxico anticolinérgico. No obstante, pueden aparecer otros síntomas más alejados en el tiempo derivados de la afectación del sistema nervioso, entre los que se incluyen desorientación, ataxia, astenia, pérdida de conciencia o de la capacidad de respirar.[2]

- Grave: destaca por las alteraciones electrolíticas que pueden dar lugar a diferentes problemas cardiacos, como son la aparición de arritmias, o a una pérdida de conciencia que aumente su nivel de gravedad hasta llegar al estado de coma.[2]

### A largo plazo.
Se carece de la información relacionada con la carcinogenicidad o la toxicidad reproductiva tras la exposición crónica al BZ, por lo que se desconocen los efectos a largos plazo que puede llegar a producir.

## Medidas de protección

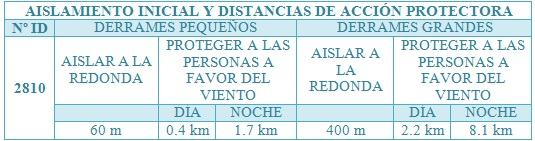
Distancias de seguridad a tomar en caso de derrame de BZ

Tal y como se ha mencionado antes, el contacto del BZ con el ser humano puede pasar desapercibido debido a su apariencia. Es por ello por lo que, si existe riesgo de contaminación, se debe de emplear un traje con aire autónomo de presión positiva que nos permita evitar el contacto físico con el compuesto tóxico y su penetración en el organismo por inhalación.
Por otro lado, en caso de derramamiento del tóxico, es fundamental delimitar la zona contaminada, protegiéndola del fuego y evitando la exposición de la población a la misma.

## Tratamiento
El tratamiento comienza con la descontaminación del polvo sobre el individuo, evitando el contacto cutáneo y ocular y retirando la ropa para evitar la continua exposición al compuesto. En el caso de que la exposición haya sido por vía oral, se podría recurrir a un lavado gástrico o a carbón activo para evitar la absorción del mismo.
Al tratarse de un anticolinérgico, el tratamiento indicado consiste en aumentar la concentración de acetilcolina en la hendidura sináptica, siendo de elección el empleo de anticolinesterásicos como la fisostigmina, alcaloide de Physostigma venenosum, que impide el metabolismo del neurotransmisor y por tanto aumenta su concentración efectiva. Queda totalmente contraindicado el uso de atropina ya que potenciaría los efectos tóxicos del BZ al ser ambos sustancias anticolinérgicas.
Cabe destacar que si la intoxicación es grave y se distribuye al SNC puede dar lugar a conductas de agitación, nerviosismo y agresividad, por lo que el empleo de ansiolíticos como las benzodiazepinas podrían remitir estos efectos.

## Aplicación actual
Se utiliza en investigación para provocar una disminución de las funciones cognitivas en ratas, especialmente la pérdida de memoria. De este modo tratan de probar la eficacia de fármacos relevantes en la enfermedad de Alzheimer, como son los inhibidores de la acetilcolinesterasa.